# Recemundus
Recemundus (Castiliaans: Recemundo,  Arabisch: Rabi ibn Sid al-Usquf of Rabi ibn Zaid) was in het midden van de tiende eeuw secretaris van de kalief van Córdoba, ambassadeur aan het hof van Otto I de Grote in Duitsland en gezant aan het Byzantijnse hof in Constantinopel. Als dank voor bewezen diensten werd hij tot Mozarabisch bisschop van Elvira benoemd.
Na een golf van ondiplomatieke briefwisselingen tussen de twee heersers diende Recemundus in 955 als ambassadeur van Abd al-Rahman III naar het koninkrijk Duitsland van Otto I de Grote. In Duitsland slaagde hij er in de betrekkingen tussen beide heersers, de nominale heersers van christendom en islam, te normaliseren. Het was terwijl hij in 956 in Duitsland verbleef dat hij een ontmoeting had met Liutprand van Cremona, de Italiaanse diplomaat en latere bisschop van Cremona. Recemundus overtuigde Liutprand er van om een eigentijdse geschiedenis te schrijven. Het resultaat: de Antapodosis werd door Liutprand opgedragen aan Recemundus.
Bij zijn terugkeer naar Spanje werd hij beloond met de vacante bisschopszetel van Elvira. Desondanks zette hij zijn werk als  ambassadeur voort. De kalief zond hem nu op een gezantschap naar de tweede Europese keizer in Constantinopel. Aansluitend hierop bezocht hij  Jeruzalem, een heilige stad in elk van de drie grote monotheïstische godsdiensten, christendom, islam en jodendom).
In 961 presenteerde Recemundus aan de nieuwe kalief, al-Hakim II, een Arabische kalender van christelijke gedenkdagen waaronder een aantal ter herdenking van de Martelaren van Córdoba.